# 波罗的海铁路局
波罗的海铁路局（羅馬化：Pribaltyskaya zheleznaya doroga）是苏联铁路历史上的铁路管理局之一，总部设于里加，成立于1963年2月16日，负责管辖拉脱维亚苏维埃社会主义共和国、爱沙尼亚苏维埃社会主义共和国、立陶宛苏维埃社会主义共和国和俄罗斯苏维埃联邦社会主义共和国加里宁格勒州的铁路系统，下辖里加、陶格夫匹尔斯、叶尔加瓦、爱沙尼亚、维尔纽斯、希奥利艾和加里宁格勒铁路分局。波罗的海铁路局与十月铁路局、白俄罗斯铁路局相邻，并与西南方的波兰铁路连接。至1990年，波罗的海铁路局的营业里程超过9000公里，其中包括596.4公里的电气化铁路和211公里的窄轨铁路（750毫米轨距）。苏联解体后，波罗的海铁路局被撤销并分拆为爱沙尼亚铁路、拉脱维亚铁路、立陶宛铁路以及加里宁格勒铁路局，其中加里宁格勒铁路局划归俄罗斯铁路。

## 參看
- 爱沙尼亚铁路
- 拉脱维亚铁路
- 立陶宛铁路